# 崔之道
崔之道（1914年10月16日—2019年1月），湖北武昌人，祖籍安徽太平，中华民国海军二級上將退役。

## 生平
崔之道畢業於中華民國海軍軍官學校第23年班、雷電學校第一屆航海科、航美邁亞米海訓團、革命實踐研究院軍官訓練團第5期、圓山軍官團高級班第1期。1937年，崔之道經軍事委員會遴選後，派赴德國海軍基爾艦隊學習艦艇駕駛及戰術運用，回國後擔任岳飛分隊轄下德式魚雷快艇232號艇長。1956年，他參與協助南麂島軍民撤退的「飛龍計畫」，擔任打擊支隊指揮官，轄洛陽、太康、太倉、太湖4艦，並出任海军第1艦隊司令部代將銜司令。1965年1月，崔之道担任海军副总司令；1970年後，再歷任國防部常務次長等職務，晋升海军二级上将。1978年11月，崔之道去职退役，后任国策顾问委员会委员。
在台北有崔之道眷舍。